# Новоалександровский (Зерноградский район)
Новоалександровский — хутор в Зерноградском районе Ростовской области России.
Входит в состав Гуляй-Борисовского сельского поселения.

## География
На хуторе имеется одна улица: Некрасова.

## Население
| 2010 |
| ---- |
| 79   |